# فونيتسا
فُنِتسة أو (نقحرة: فونيتسا) أو بندسة (باليونانية: Βόνιτσα) هي مدينة في إتُلية أكَرنَنيَة في مقاطعة وسط اليونان في اليونان.
يبلغ عدد سكانها حوالي 3609 نسمة.

## توأمة
لفونيتسا اتفاقيات توأمة مع كل من:
- Połaniec [الإنجليزية]‏
- فيدجانو